# Lahe (Põlva)
Koordinaten: 57° 57′ N, 26° 56′ O

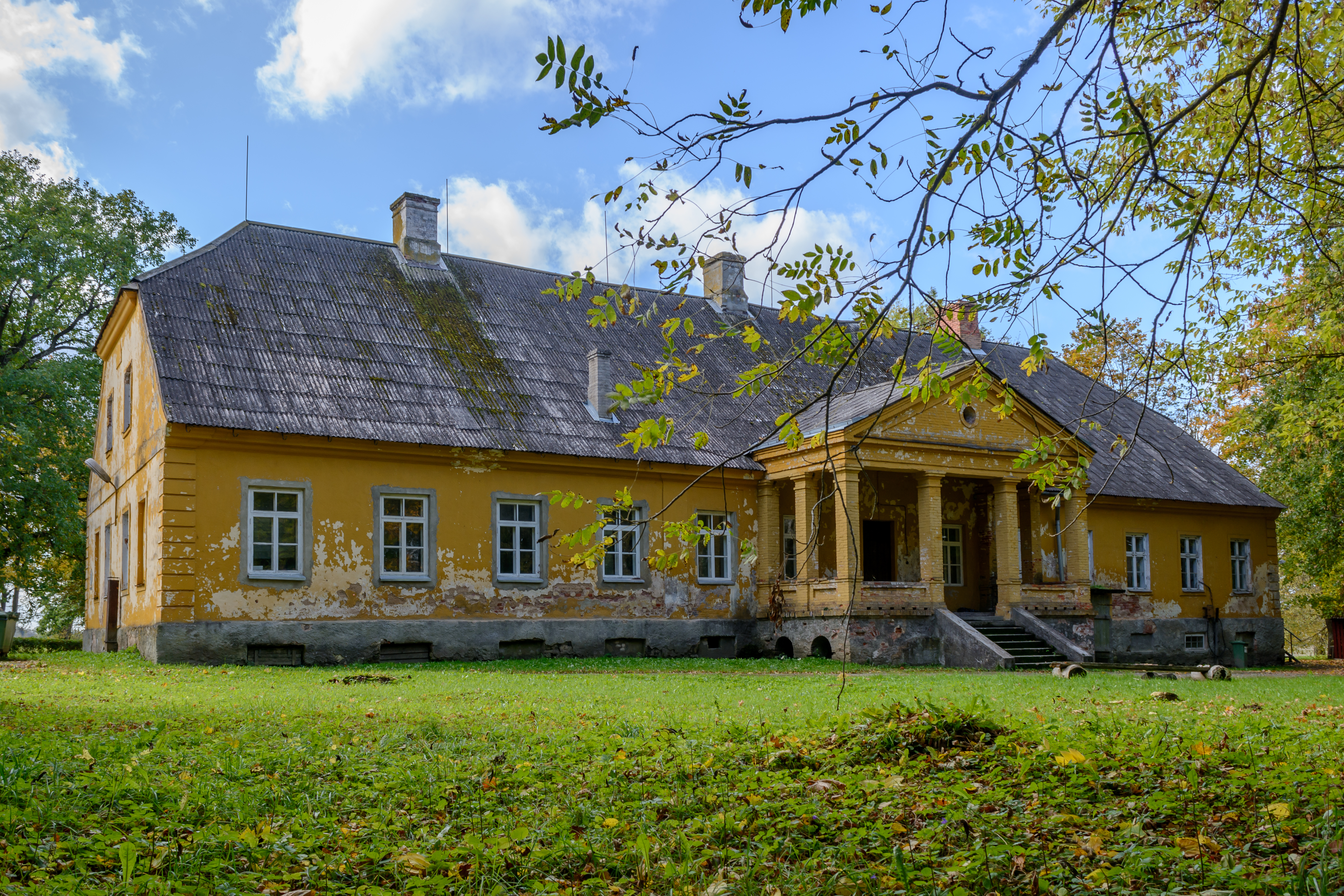
Herrenhaus

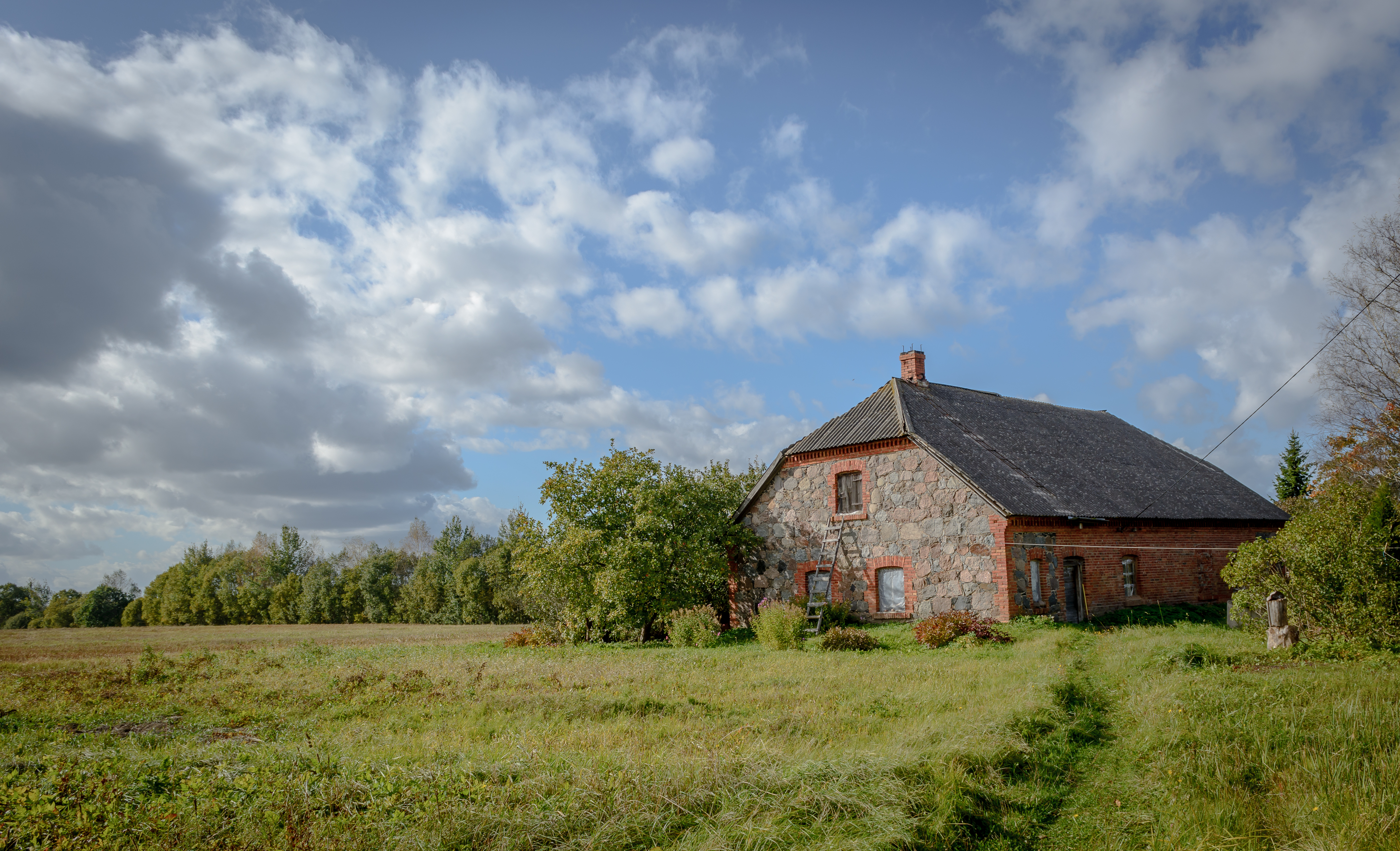
Nebengebäude des Guts

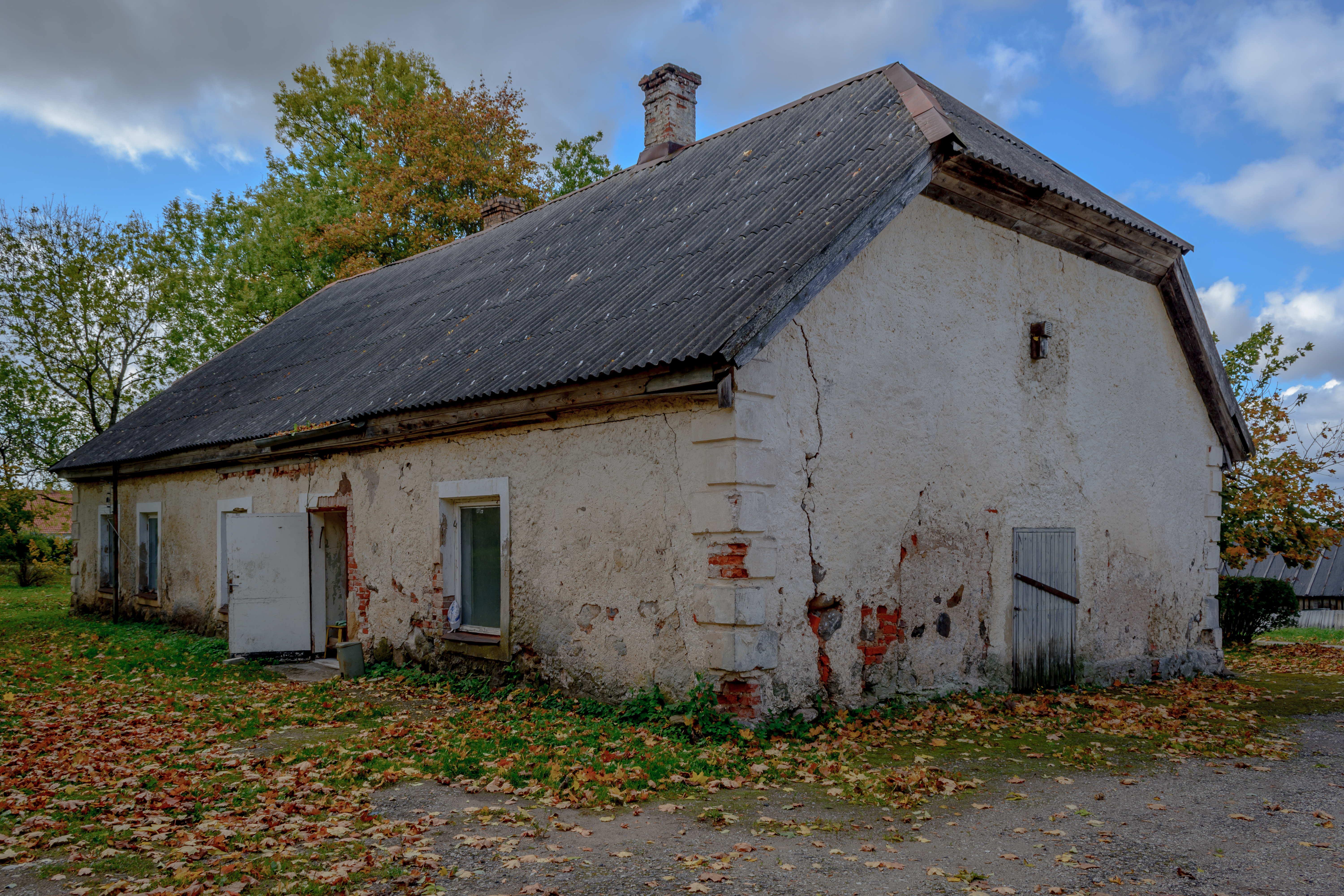
Verwalterhaus

Lahe ist ein Dorf (estnisch küla) im Südosten Estlands. Es gehört zur Gemeinde Põlva (bis 2017 Laheda) im Kreis Põlva.

## Einwohnerschaft und Lage
Das Dorf hat 71 Einwohner (Stand 31. Dezember 2011). Es liegt elf Kilometer nordwestlich der Stadt Võru.

## Gut Põlgaste
Das Dorf Põlgaste (deutsch Pölks) wurde erstmals 1628 unter dem Namen Poelcks urkundlich erwähnt. In der zweiten Hälfte des 17. Jahrhunderts wurde es als selbständiges Gut von Krootuse (deutsch Köllitz) abgetrennt.
Das eingeschossige Herrenhaus wurde im letzten Viertel des 18. Jahrhunderts im Stil des Frühklassizismus errichtet. An das Steingebäude mit seinem hohen Dach wurde Anfang des 19. Jahrhunderts ein Portikus angefügt. In der Nähe sind außerdem einige Nebengebäude sowie der vier Hektar große Park.